# Henny Moddejonge
Henny Moddejonge (Enschede, 21 oktober 1926 – aldaar, 24 mei 2011) was een Nederlands voetballer. Samen met zijn jongere broer Gerrit Moddejonge kwam hij in de jaren veertig en vijftig van de 20e eeuw uit voor Sportclub Enschede. Hennie Moddejonge werd ook wel Den grootn Moddejonge of Moddejonge senior genoemd.
In 1943 maakte Moddejonge zijn debuut voor SC Enschede in het toernooi om de Zilveren Bal in Rotterdam. Hij nam de plaats in van de oud-international Gerrit Nagels, die dat toernooi debuteerde als trainer van SC Enschede. De ploeg won de Zilveren Bal door in de finale Neptunus te verslaan.
In de jaren na de oorlog verwierf Moddejonge een vaste plek in de basis van SC Enschede. Hij speelde samen met spelers als Hennie Möring, Joop Janssen, Joop Odenthal en later Abe Lenstra en Helmut Rahn. In 1954 maakte hij de overgang naar het betaald voetbal in Nederland mee. In seizoen 1957/58 greep SC Enschede net naast het landskampioenschap, toen in een beslissingswedstrijd met 1–0 van DOS verloren werd. In 1959 beëindigde hij zijn loopbaan.
Henny Moddejonge was later trainer bij verschillende amateurverenigingen, waaronder Sportclub Enschede. In 1976 onderging hij een hartoperatie. In april 2011 kreeg hij tijdens het bezoeken van een thuiswedstrijd van FC Twente opnieuw gezondheidsproblemen. Hij moest een hartoperatie ondergaan en werd terwijl hij nog in het ziekenhuis lag getroffen door een hartinfarct. Hij overleed kort daarna.

## Carrièrestatistieken
| Seizoen         | Club               | Land            | Competitie                   | Competitie | Competitie | Beker | Beker | Internationaal | Internationaal | Overig | Overig | Totaal | Totaal |
| Seizoen         | Club               | Land            | Competitie                   | Wed.       | Dlp.       | Wed.  | Dlp.  | Wed.           | Dlp.           | Wed.   | Dlp.   | Wed.   | Dlp.   |
| --------------- | ------------------ | --------------- | ---------------------------- | ---------- | ---------- | ----- | ----- | -------------- | -------------- | ------ | ------ | ------ | ------ |
| 1954/55         | Sportclub Enschede | Nederland       | Eerste klasse A (Afgebroken) | –          | 1          | –     | –     | –              | –              | 0      | 0      | –      | 1      |
| 1954/55         | Sportclub Enschede | Nederland       | Eerste klasse D              | –          | 1          | –     | –     | –              | –              | 0      | 0      | –      | 1      |
| 1955/56         | Sportclub Enschede | Nederland       | Hoofdklasse B                | –          | 0          | –     | –     | –              | –              | –      | 0      | –      | 0      |
| 1956/57         | Sportclub Enschede | Nederland       | Eredivisie                   | –          | –          | –     | –     | –              | –              | 0      | 0      | –      | –      |
| 1957/58         | Sportclub Enschede | Nederland       | Eredivisie                   | –          | –          | –     | 0     | –              | –              | –      | 0      | –      | –      |
| 1958/59         | Sportclub Enschede | Nederland       | Eredivisie                   | –          | –          | –     | 0     | –              | –              | 0      | 0      | –      | –      |
| Carrière totaal | Carrière totaal    | Carrière totaal | Carrière totaal              | –          | –          | –     | 0     | 0              | 0              | –      | 0      | –      | –      |